# Trichogramma agriae
Trichogramma agriae är en stekelart som beskrevs av Nagaraja 1973. Trichogramma agriae ingår i släktet Trichogramma och familjen hårstrimsteklar. Inga underarter finns listade i Catalogue of Life.